# Libertadores del Vichada
Libertadores del Vichada é uma organização neo-paramilitar colombiana envolvida no narcotráfico e no conflito armado que ocorre no país.. É considerado como sendo uma das mais importantes organizações de tráfico de drogas no leste da Colômbia. O grupo é liderado por Martín Farfán Díaz González, alias 'Pijarbey', um ex-líder do grupo neo-paramilitar ERPAC. De acordo com o procurador-geral da Colômbia Díaz González, é responsável por vários homicídios e atos de terrorismo contra a população civil. 

## Antecedentes
As origens dos Libertadores del Vichada pode ser rastreada até a desintegração dos ERPAC, um grupo armado, paramilitar, que foi parcialmente desmobilizado em 2009. No entanto, apenas 300 dos cerca de 900 membros do ERPAC se renderam às autoridades colombianas, e os outros 600 possivelmente se uniram aos Libertadores de Vichada ou aos seus rivais Bloque Meta. 

## Conflito com as FARC
Los Libertadores del Vichada têm frequentemente travado batalhas contra o grupo rebelde FARC no leste da Colômbia. 